# Telmatobufo australis
Telmatobufo australis – gatunek rzadkiego płaza bezogonowego z rodziny Calyptocephalellidae.

## Występowanie
Zwierzę spotyka się jedynie w Chile, w prowincjach Valdivia i Osorno na terenach o szerokości geograficznej od 38°38'S do 40°53'S. Gatunek został opisany w 1972 roku na podstawie jednego samca, trzech osobników młodocianych i sześciu kijanek z prowincji Valdivia.
Płaz bytuje na wysokościach do 1000 m n.p.m. Zasiedla strumienie o szybkim nurcie przepływające przez lasy klimatu umiarkowanego z bukanem (Nothofagus). Radzi sobie w środowisku nieznacznie zmienionym przez człowieka.

## Rozmnażanie
Występuje wolno pływające stadium larwalne zwane kijanką. Prowadzi ono wodny tryb życia. Żywi się glonami zdrapywanymi z podwodnych skał.

## Status
Gatunek, składający się z kilku małych oddzielnych populacji, w Czerwonej księdze gatunków zagrożonych IUCN od 2017 roku klasyfikowany jest jako „najmniejszej troski” (LC – Least Concern); wcześniej, od 2004 roku uznawano go za „narażony na wyginięcie” (VU − Vulnerable). 10 lat wcześniej uznano go za rzadki (Rare), a od 1996 powstrzymywano się od bliższej klasyfikacji z powodu braku danych (Data Deficient). Gatunek jest rzadko spotykany. Liczebność prawdopodobnie spada.
Zwierzęciu zagraża zamulenie strumieni utrudniające rozwój kijanek, niewłaściwe zalesianie i wycinka lasu. Zagrożenie stanowi też wypas bydła i obecność inwazyjnych dzikich świń. Płaz nie zamieszkuje żadnych terenów chronionych.